# Zamek Książąt Pomorskich w Wolgaście

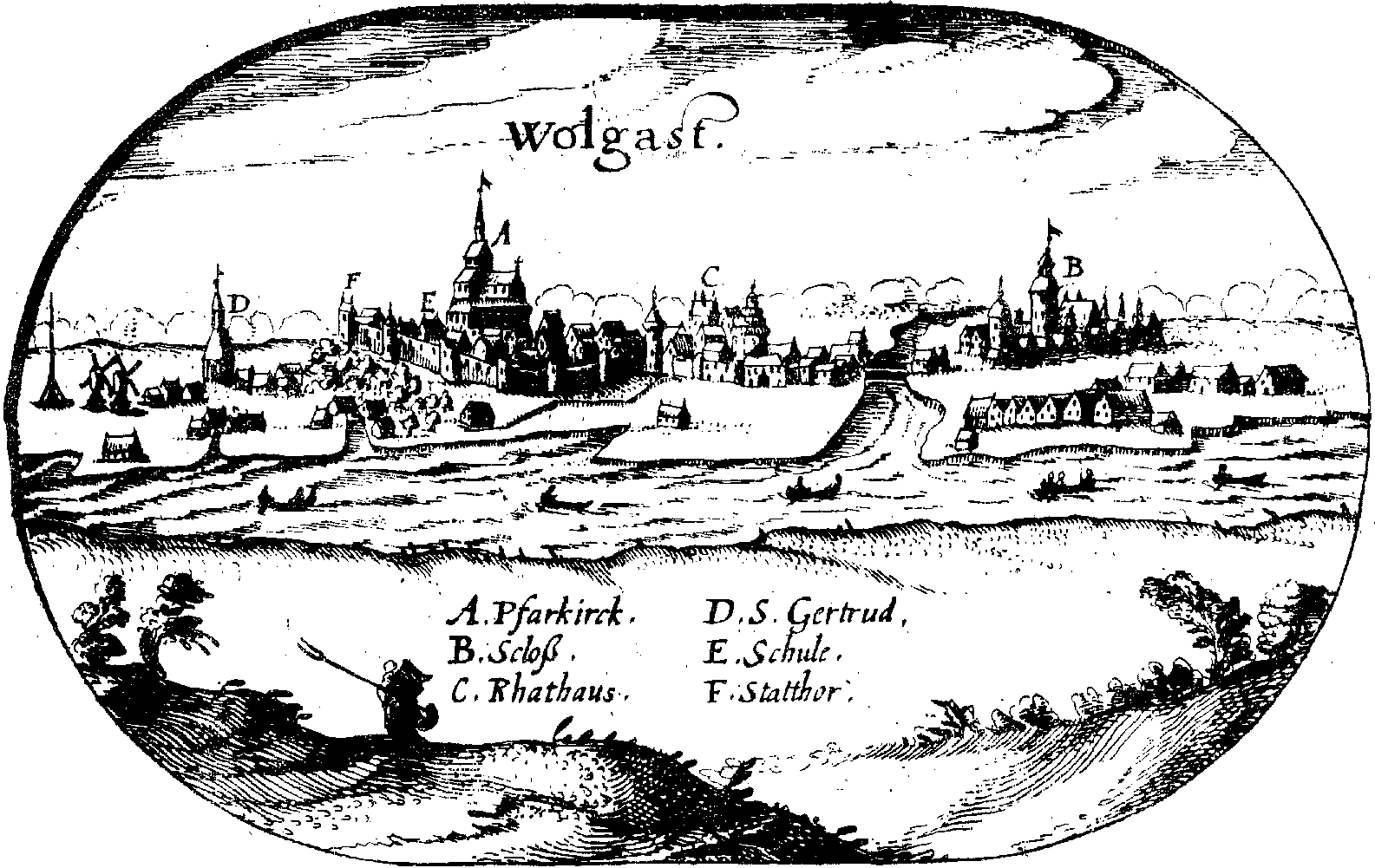
Zamek w Wolgast na Wielkiej Mapie Księstwa Pomorskiego z początku XVII wieku (budowla po prawej stronie oznaczona literą B)

Zamek Książąt Pomorskich w Wolgaście – nieistniejący zamek na niewielkiej wyspie w cieśninie Peenestrom między stałym lądem a wyspą Uznam, na terenie miasta Wolgast (pol. hist. Wołogoszcz) w niemieckim kraju związkowym Meklemburgia-Pomorze Przednie. W XVI i XVII wieku zamek ten był siedzibą książąt pomorskich i jedną z najwspanialszych renasansowych rezydencji na Pomorzu Zachodnim. Wysepka, na której się znajdował, nosiła nazwę Wyspy Zamkowej (niem. Schlossinsel).

## Historia

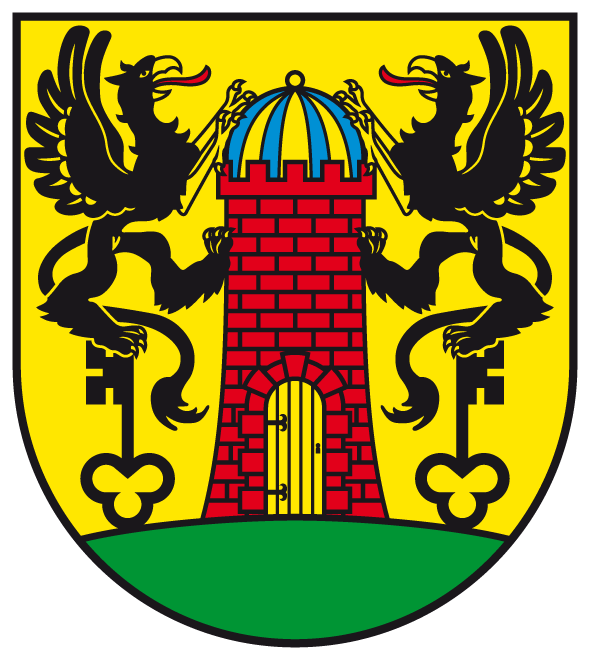
Herb Wolgastu

Pierwotnie na Wyspie Zamkowej znajdował się średniowieczny zamek wzniesiony w 1298 roku. W 1496 roku, za panowania księcia pomorskiego Bogusława X, rozpoczęto budowę nowego zamku; w pierwszej połowie XVI wieku kontynuował ją książę wołogoski Filip I. W grudniu 1557 roku zamek został zniszczony przez pożar, po czym w 1558 roku przystąpiono do odbudowy w stylu renesansowym, która została ukończona do 1563 roku przez synów Filipa I.

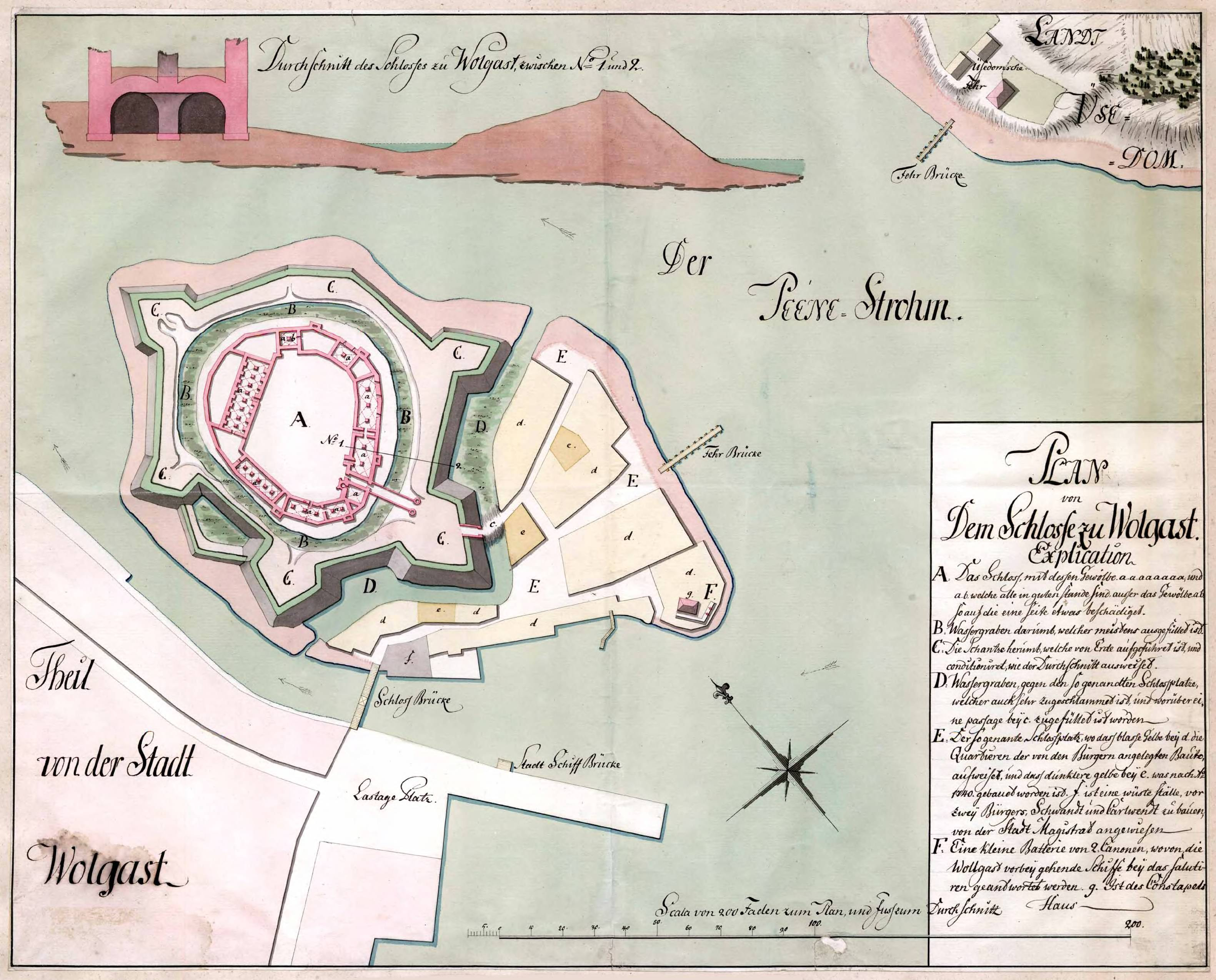
Plan zamku w Wolgast z XVIII wieku, przedstawiający schemat obiektu w drugiej połowie XVII wieku

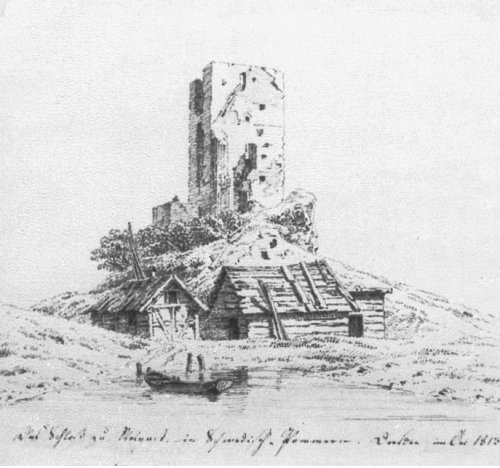
Ruiny zamku w Wolgast na rysunku Caspara Davida Friedricha z 1813 roku w Muzeum Puszkina w Moskwie

W latach 1576–1577, przed ślubem księcia wołogoskiego Ernesta Ludwika z Zofią Jadwigą, księżniczką brunszwicką, na zamku powstała nowa sala balowa. W latach 1612–1614, za panowania Filipa Juliusza, ostatniego księcia wołogoskiego, dobudowano krużganki. Po śmierci Filipa Juliusza w 1625 roku zamek przeszedł w ręce księcia szczecińskiego Bogusława XIV, ostatniego księcia pomorskiego, i pozostawał w jego posiadaniu do jego śmierci w 1637 roku.
Po wojnie trzydziestoletniej i zawarciu pokoju westfalskiego w 1648 roku zamek wraz z dużą częścią Pomorza znalazł się we władaniu Szwecji; był wówczas pomorską rezydencją królów szwedzkich, w tym Karola Gustawa. W latach 60. i 70. XVII wieku pełnił rolę tymczasowej siedziby gubernatorów Pomorza Szwedzkiego, rządu szwedzkiego na Pomorzu i sądu najwyższego szwedzkiego Pomorza. We wrześniu 1675 roku, po klęsce Waldemara von Wrangla w bitwie pod Fehrbellin, Wolgast został oblężony przez wojska brandenburskie. W trakcie oblężenia jedna z kul armatnich trafiła w basztę prochową zamku i doszło do eksplozji, która zniszczyła część budowli.

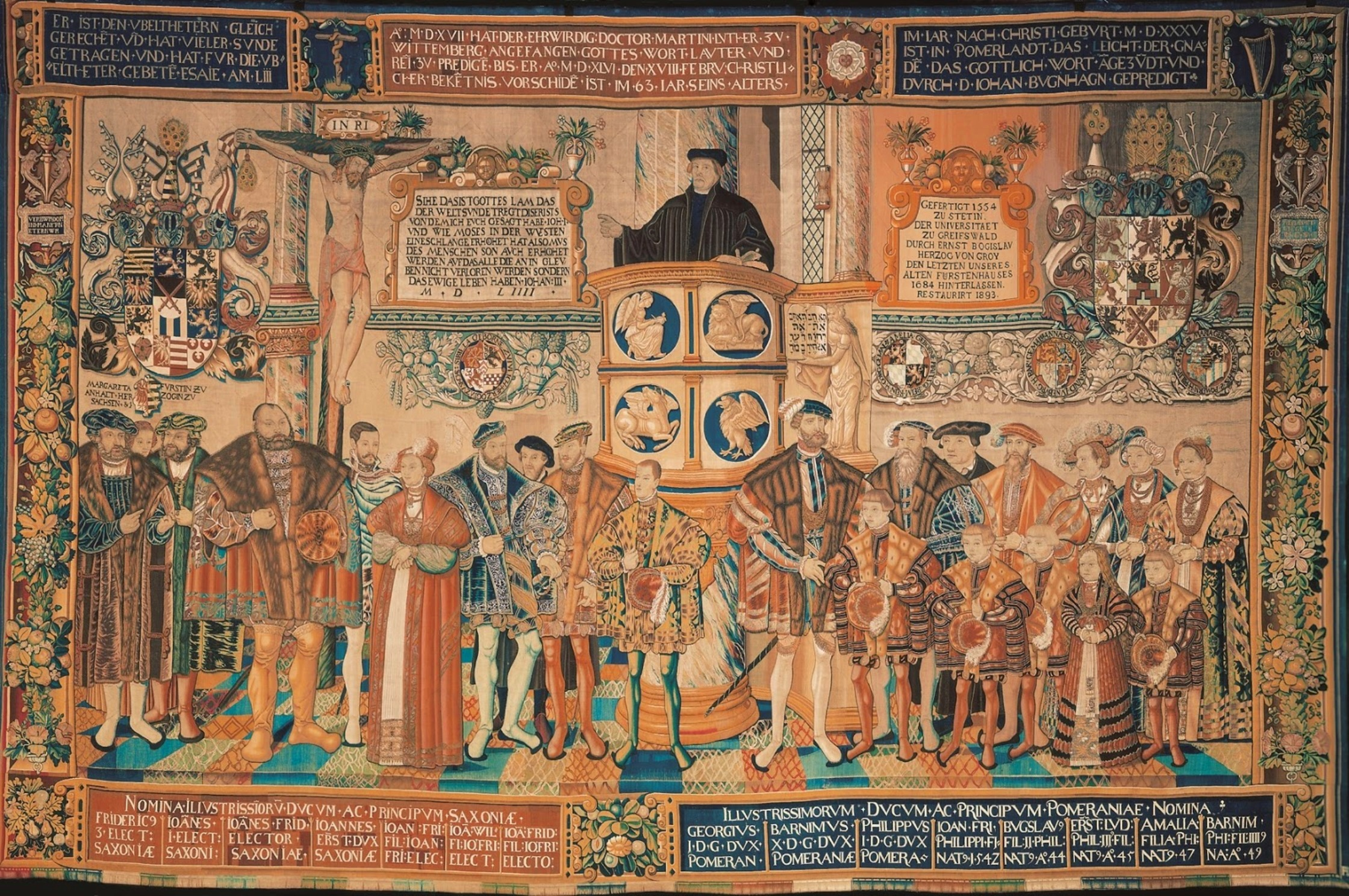
Gobelin Croya z lat 1554–1556, dawna część wyposażenia zamku w Wolgast, obecnie przechowywany na uniwersytecie w Greisfwaldzie

Po zawarciu porozumienia pokojowego w 1679 roku siedziba rządu Pomorza Szwedzkiego i sądu najwyższego została przeniesiona do Greifswaldu, po czym zamek popadł w ruinę. W ciągu następnych stu pięćdziesięciu lat niszczejące mury były stopniowo rozbierane na kamień budowlany; część nadziemna zamku została całkowicie rozebrana do 1820 roku. W trakcie prac archeologicznych prowadzonych w 2008 roku odnaleziono pozostałości fundamentów wieży.
Zachowała się niewielka część dawnego wyposażenia zamku, w tym obrazy Lucasa Cranacha Starszego i około 50 gobelinów. Jeden z nich, tzw. opona Croya (podarowany w 1687 roku uniwersytetowi w Greisfwaldzie przez Ernesta Bogusława von Croy, syna Anny de Croÿ, siostry Bogusława XIV), jest przechowywany na uniwersytecie w Greisfwaldzie jako część ekspozycji Krajowego Muzeum Pomorskiego (niem. Pommerschen Landesmuseum). Kilka książek pochodzących z dawnej biblioteki zamkowej znajduje się w posiadaniu ewangelickiej parafii św. Piotra w Wolgaście.
Do dawnego zamku na wyspie w cieśninie Peenestrom nawiązuje obecny herb miasta Wolgast, przedstawiający ceglaną wieżę między dwoma czarnymi gryfami.